# Lars Pria
Lars Pria (Berlín, 31 de gener del 1983) és un ciclista romanès professional del 2004 al 2016.